# Ama (plongeuse)
Pour les articles homonymes, voir Ama.
 (novembre 2016).
Si vous disposez d'ouvrages ou d'articles de référence ou si vous connaissez des sites web de qualité traitant du thème abordé ici, merci de compléter l'article en donnant les références utiles à sa vérifiabilité et en les liant à la section « Notes et références ».

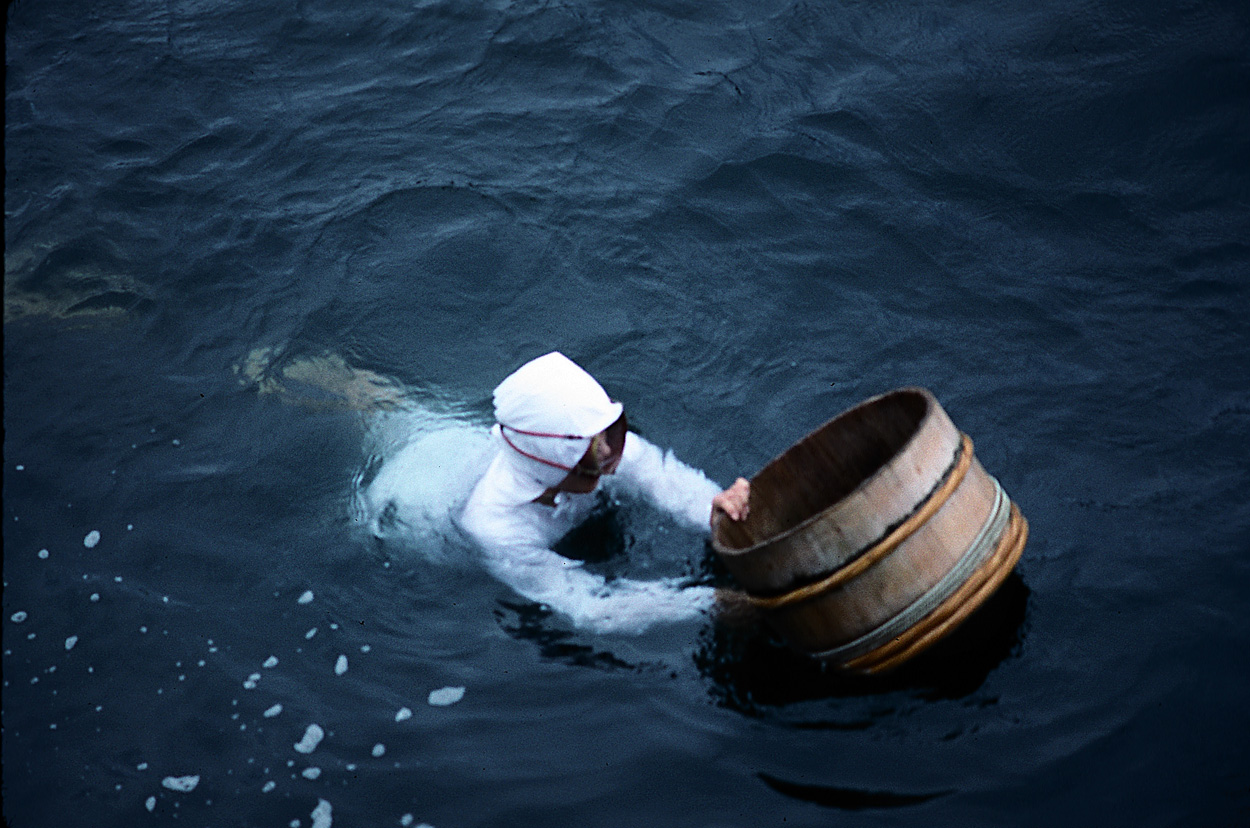
Une ama

Les ama (海女／海人) sont des pêcheuses sous-marines en apnée japonaises, connues à tort, car ce ne fut jamais réellement leur activité, en tant que pêcheuses de perles. Les ama vivent de la pêche aux ormeaux, aux pieuvres, oursins... et de la collecte d'algues.

## Description
Le mot ama signifie littéralement « femme (女) ou personne (人) de la mer (海) ». D'après la tradition japonaise, cette coutume existerait depuis quatre mille ans . Le recueil de poèmes Man'yōshū, du VIIIe siècle, la mentionne explicitement, évoquant notamment les plongeuses de la baie de Nago sur l'île d'Okinawa.
Traditionnellement, jusqu'aux années 1970, les ama ne plongeaient qu'avec un pagne, et sans combinaison ni bouteille, ce qui faisait d'elles des apnéistes traditionnelles. Suivant la région, elles allaient jusqu'à porter un masque, des palmes ou tout au plus une petite protection thermique.
La tradition des ama disparaissant, ce sont désormais majoritairement de vieilles femmes qui la perpétuent en utilisant une combinaison de plongée intégrale, mais elles plongent toujours en apnée. Il arrive que certaines travaillent jusqu'à plus de 80 ans. Dans les années 1950, on dénombrait plus de 70 000 ama au Japon, alors qu'au début des années 2010 il y en avait à peine 2 100 dans l'ensemble de l'archipel, dont près de la moitié à Toba et à Shima sur la péninsule de Kii.
Dans l'imaginaire occidental[pas clair], les ama sont souvent associées à la pêche à la perle, en lien avec la technique de culture innovante des huîtres perlières mise au point à Toba à la fin du XIXe siècle par Mikimoto Kōkichi. En réalité, les ama ont toujours plongé à la recherche d'aliments (pour leur consommation et/ou la vente) tels que les algues, les escargots de mer, les pieuvres, les oursins, les ormeaux, voire les homards.
C'était un métier dangereux, mais elles ont eu moins d'accidents que d'autres catégories d'apnéistes professionnels car elles n'hyperventilent pas[réf. nécessaire].
Les ama peuvent continuer à plonger jusqu'à un âge avancé. En 2003, l'âge moyen des ama était de 67 ans (la cadette avait 50 ans et l'aînée 87 ans). Leur communauté rétrécit d'année en année faute de renouvellement, car les filles d'aujourd'hui ne veulent plus exercer cette activité fatigante, dangereuse et désormais peu rémunératrice car ne pouvant être pratiquée, dans certaines zones, que pendant quelques dizaines de jours dans l'année - pour sauvegarder les ressources.
Les ama ont été immortalisées par des estampes (ukiyo-e) d'Utamaro et de Hokusai (la plus célèbre : L'ama et le poulpe, estampe érotique (shunga) dénommée en Occident : Le Rêve de la femme du pêcheur), sur des timbres, et par plusieurs photographes dont Yoshiyuki Iwase et l'ethnologue Fosco Maraini, qui leur a consacré le livre Hekura, The Diving Girl’s Island, ce qui a contribué à leur renommée hors du Japon, mais a aussi largement faussé la réalité (il les a fait poser telles des mannequins pour des photos de mode).
Plusieurs films mettent en scène des personnages inspirés des ama, notamment On ne vit que deux fois avec le personnage de Kissy Suzuki.
Le roman de Yukio Mishima, Le Tumulte des flots, évoque les travaux de pêche de l'île de Kamishima sur la côte Pacifique du Japon, dont l'activité d'une ama. Le roman de Cédric Morgan, Les sirènes du Pacifique, dont l'action se passe sur lîle de Tōshijima et la bande dessinée de Manguin et Becq, Ama - Le souffle des femmes, sur l'île d’Hegurajima puis dans la ville de Toba (Japon), en font tout autant.

### Filmographie
- Violated Paradise (en), un film de 1963 par Marion Gering, présenté comme un documentaire à vocation culturelle. Le film dépeint une geisha moderne qui voyage à travers le Japon en essayant de trouver un boulot d'escorte, et qui finit par trouver l'amour et un travail d'ama.
- Les Nouveaux Explorateurs — Comme un poisson dans l'eau : le Japon, avec Jérome Delafosse, diffusé sur Canal+ le 5 octobre 2008
- Cláudia Varejão, Ama-San, Portugal/Japon/Suisse, Terratreme Film, 2016, bande-annonce.
- AMA: Women of the Sea, documentaire indépendant de la réalisatrice britannico-japonaise Georgie Yukiko Donovan, primé en 2019. Un documentaire sur les dernières « femmes de la mer » du Japon et leur lutte pour préserver leur mode de vie vieux de 3000 ans. Elle fait partie des cinq cinéastes qui ont reçu une subvention de 20 000 livres sterling dans le cadre de la Female Film Force, une initiative créée pour lutter activement contre les inégalités de genre au sein de l'industrie cinématographique.